# Philippe Quémerais
Philippe Quémerais (né le 2 juillet 1971 à Rennes) est un ceiste français compétiteur dans les années 1990 et 2000.
Il a remporté deux médailles en C-2 aux championnats du monde, la médaille de bronze en 1999 et la médaille d'or en 2002 avec Yann Le Pennec. Il a remporté aussi deux médailles d'argent lors des championnats d'Europe en 2002 et 2006. Il a participé aux Jeux olympiques d'été de 2004 où il a terminé 5e, associé à Yann Le Pennec.